# أمير منصور
أمير منصور (بالإنجليزية: Amir Mansour)‏ مواليد 25 يوليو 1972 في ديلاوير، الولايات المتحدة، هو ملاكم محترف أمريكي يصنف ضمن فئة الوزن الثقيل بدأ مسيرته الاحترافية سنة 1997 حيث انتصر في نزاله الأول.

## المسيرة الاحترافية
من نزالاته:
- خسر أمام ستيف كانينغهام (04-04-2014).
- انتصر على موريس هاريس (23-08-2013).
- انتصر على دومينيك جوينن (19-08-2011).

## إحصائيات
خاض خلال مسيرته 28 نزالا، فاز في 23 وتعادل في 1 وخسر في 3. فاز بالضربة القاضية في 16 نزالا.

## روابط خارجية
- أمير منصور على موقع بوكس ريك (الإنجليزية) (registration required)